# エアウィンザー
エアウィンザー（欧字名:Air Windsor、2014年2月15日 - ）は、日本の競走馬。主な勝ち鞍に2018年のチャレンジカップ。
馬名の由来は、冠名＋「ウィンザー城」。

## デビュー前
秋華賞を勝ったエアメサイアの最後の産駒として、2016年のクラシックで活躍した1つ年上のエアスピネルの全弟として注目を集め、エアスピネルにも騎乗した武豊も「お兄ちゃん（エアスピネル）に似ている」と期待をかけるほどであった。

## 現役時代

### 2歳（2016年）
9月25日阪神競馬場の2歳新馬戦でデビューし、1番人気に支持される。レースでは中団のやや後ろに位置を取り、4コーナーから動き始め、早めに先頭に立つも、内から伸びてきたムーヴザワールドと接戦になりクビ差差され2着に終わる。２戦目となった京都競馬場の未勝利戦では、10秒台を含むペースでやや後方の位置取りとなったが、外から差し切って勝ち上がった。

### 3歳時（2017年）
3歳となった2017年は初戦として500万円下の福寿草特別に出走し1番人気に推されるも、先に抜け出した出走馬9頭中8番人気の伏兵サトノリュウガに4分の3馬身差及ばず、2着に終わる。重賞初挑戦となった共同通信杯では、新馬戦で先着を許したムーヴザワールド、東京スポーツ杯2歳ステークスの2着馬スワーヴリチャードに次ぐ3番人気に支持された。陣営ではレースに先立ってシャドーロールを装着するなど、これまでの3戦で力を出し切れていないもどかしさの解消に努めた。しかしレースでは武豊曰くペースについていくのが精いっぱいで脚色も伸びず、スワーヴリチャードの6着に敗れた。レース後は戦列からしばらく遠ざかり、皐月賞、日本ダービーのクラシック戦線には姿を見せなかった。7月札幌競馬場の500万下北辰特別で戦列に復帰し、福永祐一騎乗で3着。以後、500万下、1000万下の両条件をそれぞれ2着、1着として準オープンクラスに上がり、2017年を終える。
3歳時に勝ち味が遅かったことについて陣営は、ゴール手前で力を抜いてしまうことを理由に挙げていた。

### 4歳時（2018年）
2018年は1月7日の準オープン1600万下の寿ステークスから始動、レースは先に動いたトリオンフを捕まえることができず2着に終わる。その後はしばらく間の置いたのち、5月東京競馬場のむらさき賞、9月阪神競馬場の西宮ステークスと1600万下のレースを連勝し、10月28日京都競馬場のオープン特別カシオペアステークスも2着グリュイエールに2馬身差をつける快勝で3連勝を達成。共同通信杯以来の重賞出走となった12月1日のチャレンジカップは、1番人気こそ日本ダービー馬レイデオロの弟レイエンダに譲ったものの、レースでは5番手から進出して最後の直線で後続を突き放し、2着マウントゴールドに3馬身差をつけて4連勝で重賞初制覇を果たした。2018年はこれで走り納めとなり放牧に出され、2019年は春に大阪杯を目標とするローテーションが組まれることとなった。
3歳時とは一変したレースぶりについて陣営では気を抜く場面が解消されたことを理由に挙げ、同じく3歳時の秋から騎乗して重賞タイトルももたらしたミルコ・デムーロも同じく気を抜く面が解消されたことを挙げ、それに加え体格がしっかりしてきたことを挙げた。

### 5歳時（2019年）
5歳を迎えた2019年は、鞍上に共同通信杯以来となる武豊を迎えて3月10日中京競馬場の金鯱賞から始動。前日発売の段階で2017年のJRA最優秀2歳牡馬ダノンプレミアムやエリザベス女王杯勝ち馬で香港ヴァーズでも2着に奮闘したリスグラシューなどGI馬5頭を抑えて1番人気に推され、1番人気を保ったまま迎えたレース本番では稍重の馬場に脚をとられてダノンプレミアムの3着に終わったものの、出走メンバー関係から前哨戦の内容としては及第点を与えられた。初のGI出走となった大阪杯もGI馬が8頭居並ぶ中で5着とする。秋はオールカマーからの始動が予定されていたが、京都大賞典からの使い出しに変わり12着。レース後、右前球節の剥離骨折が判明して手術が行われたのち放牧に出され、2019年の残りシーズンは全休することとなった。

### 6歳時（2020年）～7歳時（2021年）
2020年5月10日の新潟大賞典で復帰したが9着と惨敗。その後は二桁着順が続き、2021年5月2日の吾妻小富士ステークスでダートに挑戦するも9着に終わる。6月13日の三宮ステークス14着を最後に現役を引退、6月19日付けで競走馬登録を抹消した。引退後は滋賀県甲賀市のグリーンウッド・トレーニング甲南馬事公苑で乗馬となる。

## 競走成績
以下の内容はnetkeiba.comの情報に基づく。
| 競走日     | 競馬場 | 競走名               | 格       | 距離（馬場）  | 頭 数 | 枠 番 | 馬 番 | オッズ （人気） | 着順 | タイム （上り3F） | 着差 | 騎手        | 斤量 [kg] | 1着馬（2着馬）         | 馬体重 [kg] |
| ---------- | ------ | -------------------- | -------- | ------------- | ----- | ----- | ----- | --------------- | ---- | ----------------- | ---- | ----------- | --------- | ---------------------- | ----------- |
| 2016.09.25 | 阪神   | 2歳新馬              |          | 芝1800m（良） | 10    | 3     | 3     | 001.30（1人）   | 02着 | R1:47.8（34.0）   | -0.0 | 0武豊       | 54        | ムーヴザワールド       | 494         |
| 0000.10.22 | 京都   | 2歳未勝利            |          | 芝2000m（良） | 10    | 2     | 2     | 001.10（1人）   | 01着 | R2:01.7（33.9）   | -0.1 | 0武豊       | 55        | （グラットシエル）     | 490         |
| 2017.01.07 | 京都   | 福寿草特別           | 500万下  | 芝2000m（良） | 9     | 4     | 4     | 001.60（1人）   | 02着 | R2:00.4（34.4）   | -0.1 | 0武豊       | 56        | サトノリュウガ         | 500         |
| 0000.02.11 | 東京   | 共同通信杯           | GIII     | 芝1800m（良） | 11    | 5     | 5     | 004.00（3人）   | 06着 | R1:48.1（34.5）   | -0.6 | 0武豊       | 56        | スワーヴリチャード     | 502         |
| 0000.07.30 | 札幌   | 北辰特別             | 500万下  | 芝2000m（良） | 9     | 1     | 1     | 001.60（1人）   | 03着 | R2:00.5（34.4）   | -0.2 | 0福永祐一   | 54        | マイネルヴンシュ       | 500         |
| 0000.09.09 | 阪神   | 3歳上500万下         |          | 芝2000m（良） | 11    | 8     | 11    | 001.60（1人）   | 02着 | R1:59.9（34.9）   | -0.0 | 0M.デムーロ | 54        | マイネルアトゥー       | 492         |
| 0000.09.23 | 阪神   | 3歳上500万下         |          | 芝2000m（良） | 16    | 5     | 10    | 001.80（1人）   | 01着 | R2:02.5（33.8）   | -0.2 | 0M.デムーロ | 54        | （ナリタエイト）       | 492         |
| 0000.11.18 | 京都   | 3歳上1000万下        |          | 芝2000m（重） | 10    | 1     | 1     | 001.70（1人）   | 02着 | R2:03.4（34.6）   | -0.6 | 0M.デムーロ | 55        | トリオンフ             | 496         |
| 0000.12.10 | 阪神   | 境港特別             | 1000万下 | 芝2200m（良） | 9     | 5     | 5     | 001.60（1人）   | 01着 | R2:16.6（33.6）   | -0.3 | 0C.デムーロ | 55        | （ダノンディスタンス） | 498         |
| 2018.01.07 | 京都   | 寿S                  | 1600万下 | 芝2000m（良） | 9     | 3     | 3     | 002.50（1人）   | 02着 | R1:59.7（34.5）   | -0.6 | 0岩田康誠   | 56        | トリオンフ             | 496         |
| 0000.05.27 | 東京   | むらさき賞           | 1600万下 | 芝1800m（良） | 15    | 4     | 7     | 003.50（1人）   | 01着 | R1:45.4（33.3）   | -0.0 | 0M.デムーロ | 56        | （アップクォーク）     | 496         |
| 0000.09.23 | 阪神   | 西宮S                | 1600万下 | 芝2000m（良） | 8     | 8     | 8     | 001.40（1人）   | 01着 | R2:02.3（34.0）   | -0.0 | 0M.デムーロ | 57        | （サトノケンシロウ）   | 500         |
| 0000.10.28 | 京都   | カシオペアS          | OP       | 芝1800m（良） | 12    | 7     | 10    | 003.30（1人）   | 01着 | R1:47.5（33.6）   | -0.3 | 0浜中俊     | 56        | （グリュイエール）     | 508         |
| 0000.12.01 | 阪神   | チャレンジC          | GIII     | 芝2000m（良） | 12    | 7     | 9     | 002.70（2人）   | 01着 | R1:58.3（33.7）   | -0.5 | 0M.デムーロ | 56        | （マウントゴールド）   | 508         |
| 2019.03.10 | 中京   | 金鯱賞               | GII      | 芝2000m（稍） | 13    | 6     | 8     | 003.00（1人）   | 03着 | R2:00.4（34.2）   | -0.3 | 0武豊       | 56        | ダノンプレミアム       | 512         |
| 0000.03.31 | 阪神   | 大阪杯               | GI       | 芝2000m（良） | 14    | 6     | 9     | 009.30（5人）   | 05着 | R2:01.2（35.2）   | -0.2 | 0浜中俊     | 57        | アルアイン             | 504         |
| 0000.10.06 | 京都   | 京都大賞典           | GII      | 芝2400m（良） | 17    | 5     | 9     | 006.10（3人）   | 12着 | R2:25.3（36.5）   | -1.8 | 0三浦皇成   | 56        | ドレッドノータス       | 508         |
| 2020.05.10 | 新潟   | 新潟大賞典           | GIII     | 芝2000m（良） | 16    | 1     | 2     | 008.00（5人）   | 09着 | R1:59.8（35.7）   | -1.2 | 0三浦皇成   | 57.5      | トーセンスーリヤ       | 508         |
| 0000.06.06 | 阪神   | 鳴尾記念             | GIII     | 芝2000m（良） | 16    | 8     | 15    | 011.30（5人）   | 10着 | R2:01.2（36.4）   | -1.1 | 0川田将雅   | 56        | パフォーマプロミス     | 516         |
| 0000.07.12 | 福島   | 七夕賞               | GIII     | 芝2000m（重） | 16    | 4     | 7     | 022.5（12人）   | 15着 | R2:05.5（39.4）   | -3.0 | 0三浦皇成   | 57        | クレッシェンドラヴ     | 512         |
| 0000.11.08 | 東京   | アルゼンチン共和国杯 | GII      | 芝2500m（良） | 18    | 2     | 4     | 093.9（14人）   | 18着 | R2:37.4（39.5）   | -5.8 | 0横山典弘   | 57        | オーソリティ           | 498         |
| 2021.01.17 | 中京   | 日経新春杯           | GII      | 芝2200m（良） | 16    | 3     | 6     | 154.2（16人）   | 13着 | R2:13.3（36.3）   | -1.5 | 0高田潤     | 56        | ショウリュウイクゾ     | 514         |
| 0000.03.07 | 阪神   | 大阪城S              | L        | 芝1800m（良） | 16    | 1     | 2     | 023.00（8人）   | 12着 | R1:47.1（35.0）   | -1.0 | 0北村友一   | 56        | ヒンドゥタイムズ       | 508         |
| 0000.05.02 | 新潟   | 吾妻小富士S          | OP       | ダ1800m（不） | 15    | 8     | 15    | 014.50（6人）   | 09着 | R1:50.8（37.2）   | -1.2 | 0吉田隼人   | 56        | サトノギャロス         | 510         |
| 0000.06.13 | 中京   | 三宮S                | OP       | ダ1800m（稍） | 16    | 1     | 1     | 019.90（9人）   | 14着 | R1:53.1（36.8）   | -1.9 | 0松若風馬   | 56        | サンライズホープ       | 506         |

## 血統表
| エアウィンザーの血統          | エアウィンザーの血統                 | エアウィンザーの血統                | （血統表の出典）                   | （血統表の出典）  |
| 父系                          | ミスタープロスペクター系             | ミスタープロスペクター系            | ミスタープロスペクター系           | [ § 2 ]           |
| 父 キングカメハメハ 2001 鹿毛 | 父の父Kingmambo 1990 鹿毛            | Mr.Prospector 1970 鹿毛             | Raise a Native                     | Raise a Native    |
| 父 キングカメハメハ 2001 鹿毛 | 父の父Kingmambo 1990 鹿毛            | Mr.Prospector 1970 鹿毛             | Gold Digger                        |                   |
| 父 キングカメハメハ 2001 鹿毛 | 父の父Kingmambo 1990 鹿毛            | Miesque 1984 鹿毛                   | Nureyev                            | Nureyev           |
| 父 キングカメハメハ 2001 鹿毛 | 父の父Kingmambo 1990 鹿毛            | Miesque 1984 鹿毛                   | Pasadoble                          |                   |
| 父 キングカメハメハ 2001 鹿毛 | 父の母マンファス 1991 黒鹿毛         | ラストタイクーン 1983 黒鹿毛        | *トライマイベスト                  | *トライマイベスト |
| 父 キングカメハメハ 2001 鹿毛 | 父の母マンファス 1991 黒鹿毛         | ラストタイクーン 1983 黒鹿毛        | MIll Princess                      |                   |
| 父 キングカメハメハ 2001 鹿毛 | 父の母マンファス 1991 黒鹿毛         | Pilot Bird 1983                     | Blakeney                           | Blakeney          |
| 父 キングカメハメハ 2001 鹿毛 | 父の母マンファス 1991 黒鹿毛         | Pilot Bird 1983                     | The Dancer                         |                   |
| 母 エアメサイア 2002 鹿毛     | 母の父サンデーサイレンス 1986 青鹿毛 | Halo 1969                           | Hall to Reason                     | Hall to Reason    |
| 母 エアメサイア 2002 鹿毛     | 母の父サンデーサイレンス 1986 青鹿毛 | Halo 1969                           | Cosmah                             |                   |
| 母 エアメサイア 2002 鹿毛     | 母の父サンデーサイレンス 1986 青鹿毛 | Wishing Well 1975                   | Uniderstanding                     | Uniderstanding    |
| 母 エアメサイア 2002 鹿毛     | 母の父サンデーサイレンス 1986 青鹿毛 | Wishing Well 1975                   | Mountain Flower                    |                   |
| 母 エアメサイア 2002 鹿毛     | 母の母エアデジャヴー 1995 鹿毛       | *ノーザンテースト 1971 栗毛         | Northern Dancer                    | Northern Dancer   |
| 母 エアメサイア 2002 鹿毛     | 母の母エアデジャヴー 1995 鹿毛       | *ノーザンテースト 1971 栗毛         | Lady Victoria                      |                   |
| 母 エアメサイア 2002 鹿毛     | 母の母エアデジャヴー 1995 鹿毛       | *アイドリームドアドリーム 1987 鹿毛 | Well Decorated                     | Well Decorated    |
| 母 エアメサイア 2002 鹿毛     | 母の母エアデジャヴー 1995 鹿毛       | *アイドリームドアドリーム 1987 鹿毛 | Hidden Trail                       |                   |
| 母系(F-No.)                   | アイドリームドアドリーム系(FN:4-r)   | アイドリームドアドリーム系(FN:4-r)  | アイドリームドアドリーム系(FN:4-r) | [ § 3 ]           |
| 5代内の近親交配               | Northern Dancer 5×5×4 = 12.50%       | Northern Dancer 5×5×4 = 12.50%      | Northern Dancer 5×5×4 = 12.50%     | [ § 4 ]           |
| 出典                          | 1. 2. 3. 4.                          | 1. 2. 3. 4.                         | 1. 2. 3. 4.                        | 1. 2. 3. 4.       |

- 全兄にデイリー杯2歳ステークス、京都金杯、富士ステークスの勝ち馬エアスピネル[34]。